# Lijst van Tweede Kamerleden 1848-1849
De samenstelling van de Tweede Kamer der Staten-Generaal 1848-1849 biedt een overzicht van de Tweede Kamerleden in de periode tussen oktober 1848 en de eerste rechtstreekse Tweede Kamerverkiezingen van 30 november 1848. De zittingsperiode ging in op 17 oktober 1848 en eindigde op 13 februari 1849.
Er waren toen 58 Tweede Kamerleden, die verkozen werden door de Provinciale Staten van de 11 provincies die Nederland toen telde. Tweede Kamerleden werden verkozen voor een periode van drie jaar. Elk jaar werd een derde van de Tweede Kamer vernieuwd.

## Samenstelling na de verkiezingen van 1848

### Gematigde liberalen (21 zetels)
- Hendrik van Beeck Vollenhoven[1][2]
- Willem Boreel van Hogelanden[3]
- Jan Corver Hooft[1][4]
- Willem Herman Cost Jordens[5]
- A.J. Duymaer van Twist[5][4]
- Hendrik Herman Geradts[6]
- Jan Karel van Goltstein[7][4]
- Daniël Hooft Jzn.[1]
- Jan Olphert de Jong van Beek en Donk[8][4]
- Gerrit Kniphorst[9][2]
- Johannes Luyben[8][2]
- Jacobus Arnoldus Mutsaers[8][2]
- Johannes Sebastiaan van Naamen[1][2]
- Johan Theodoor Hendrik Nedermeyer van Rosenthal[10][4]
- Abraham van Rijckevorsel[3]
- Roverius Petrus Romme[8][4]
- Pieter Carel Schooneveld[3][2]
- Jan Jacob Slicher van Domburg[11][4]
- Carel Marius Storm van 's Gravesande[5]
- Jacobus Johannes Uytwerf Sterling[1][2]
- Gerardus Wouter Verweij Mejan[3][4]

### Regeringsgezinden (19 zetels)
- Johan Daniël Cornelis Carel Willem d'Ablaing van Giessenburg[7]
- Jean François Bijleveld[11]
- David Borski[1][4]
- Abraham Jacobus Frederik Egter van Wissekerke[11][2]
- Johannes Enschedé[1]
- Jeremias Cornelis Faber van Riemsdijk[3][4]
- Daniël Théodore Gevers van Endegeest[3][4]
- Johan Christiaan van Haersolte van Haerst[5][2]
- Georgius Hiddema Jongsma[12][4]
- Mari Aert Frederic Henri Hoffmann[3][2]
- Nicolaas Pieter Jacob Kien[7][2]
- Gerrit van Leeuwen[1]
- Wilco Holdinga Lycklama à Nijeholt[12][4]
- Christopher Meyer Nap[13][4]
- Christiaan Jacques Adriaan van Nagell van Ampsen[10][4]
- Cornelis Bastiaan Nederburgh[3]
- Pieter Opperdoes Alewijn[1][2]
- Florent Sophius op ten Noort[10]
- Arnoldus Oudeman[13][14]

### Liberalen (15 zetels)
- Binse Albarda[12]
- Sebastiaan Hendrik Anemaet[3][4]
- Johannes Baptista Bots[8][2]
- Edmond Willem van Dam van Isselt[10][2]
- Schelto van Heemstra[12][2]
- Nicolaas van Heloma[12][2]
- Jacobus Mattheüs de Kempenaer[10][2]
- Maximiliaan Jacob de Man[10]
- Engel Pieter de Monchy[3][4]
- Jan Ernst van Panhuys[13][4]
- Louis van Sasse van Ysselt[8]
- Hendrik Jan Smit[1][2]
- Lambertus Dominicus Storm[8]
- Johan Rudolph Thorbecke[3]
- Berend Wichers[13][2]

### Separatisten (2 zetels)
- Jean Joseph François Marie Hubert Cornéli[6][4]
- Clement Maria Alexander Augustinus Wenzeslaus Nereus de Weichs de Wenne[6][2]

### Antirevolutionairen (1 zetel)
- Æneas Mackay[3][4]

## Bijzonderheden
- Bij de verkiezingen van 1848 werden 18 Tweede Kamerleden gekozen.
- Johan Rudolph Thorbecke (liberalen) behaalde bij zijn verkiezing in de Provinciale Staten van Zuid-Holland evenveel stemmen als zijn tegenkandidaat Pieter François Timmers Verhoeven (regeringsgezinden). Vermits Thorbecke de oudste van de twee was, werd hij verkozen verklaard.

## Tussentijdse mutaties

### 1848
- 13 december: Jan Ernst van Panhuys (liberalen) nam ontslag vanwege zijn benoeming tot gouverneur van Friesland. Gezien de korte resterende duur van de zittingsperiode werd er niet meer in vervanging van zijn vacature voorzien.